# Uraniidnattfjäril
Uraniidnattfjäril (Chrysiridia rhipheus) är en fjärilsart som beskrevs av Dru Drury 1773. Uraniidnattfjärilen ingår i släktet Chrysiridia och familjen Uraniidae. Den klassificeras som nattfjäril men är dagaktiv. Uraniidnattfjärilen är endemisk för Madagaskar och inga underarter finns listade i Catalogue of Life.

## Bildgalleri

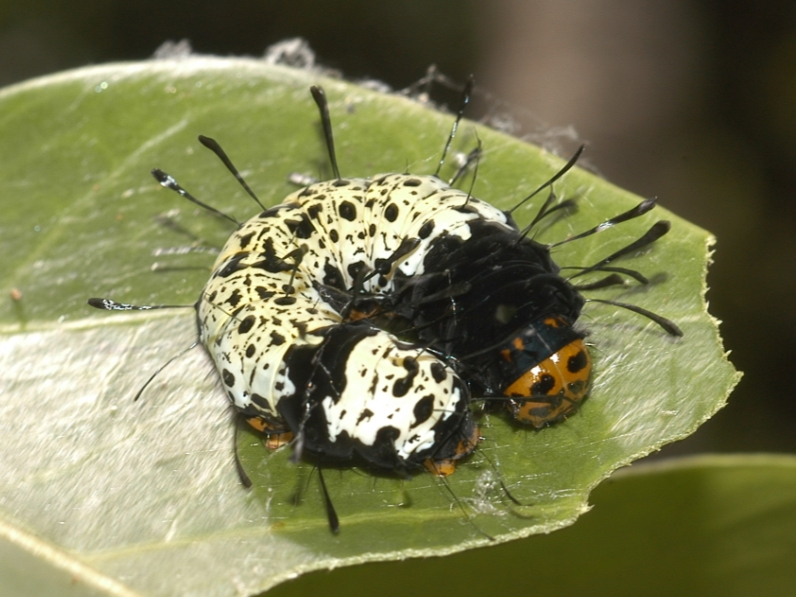